# Mychal Judge
Mychal F. Judge OFM, właściwie Robert Emmet Judge, (ur. 11 maja 1933 w Nowym Jorku, zm. 11 września 2001 tamże) – amerykański duchowny rzymskokatolicki, franciszkanin, kapelan Straży Pożarnej w Nowym Jorku, pierwsza potwierdzona ofiara śmiertelna ataku z 11 września 2001 roku.

## Wczesne lata
Robert Emmet (Mychal) Judge był synem katolickiego imigranta pochodzenia irlandzkiego z Hrabstwa Leitrim. Urodził się jako pierwszy z dwojga bliźniąt. Razem z bliźniaczą siostrą Dympną i starszą siostrą Erin, wychowali się w nowojorskim Brooklynie w czasach wielkiego kryzysu. Trwająca całe życie chęć pomocy biednym, zauważalna była już w dzieciństwie – nie raz zdarzało się, że oddawał żebrzącym na ulicy swoją ostatnią ćwierćdolarówkę.
W wieku sześciu lat był świadkiem długotrwałej i bolesnej choroby ojca, a w końcu jego śmierci. By wspomóc rodzinę w związku z niezdolnością ojca do pracy, sześcioletni Judge zajmował się polerowaniem butów na Nowojorskiej Penn Station, skąd mógł odwiedzać Kościół Świętego Franciszka z Asyżu na West 31st Street. Widząc franciszkańskich zakonników, później powiedział: „Zdałem sobie sprawę, że nie zależy mi na sprawach materialnych... Zrozumiałem wtedy, że chcę zostać zakonnikiem”.

## Zakon Braci Mniejszych
W 1948, w wieku 15 lat, Judge rozpoczął przygotowania do wstąpienia do społeczności franciszkanów. Zanim otrzymał tytuł licencjata na Uniwersytecie Świętego Bonawentury, uczył się w trzech seminariach duchownych – w Nowym Jorku, New Jersey i New Hampshire. Po ukończeniu przygotowań, w 1961 roku został wyświęcony na księdza w Holy Name College w Waszyngtonie. Po wstąpieniu do Zakonu Braci Mniejszych, przyjął imię Mychal.
W latach 1961–1968 Ojciec Mychal Judge służył w kościołach St Anthony Shrine w Bostonie, St Joseph Parish w East Rutherford (New Jersey), Sacred Heart Parish w Rochelle Park (New Jersey) i w St Joseph Parish w West Milford (New Jersey). Przez trzy lata był asystentem przełożonego Siena College w Loudonville (New York). W 1986 został przyjęty do klasztoru Kościoła Świętego Franciszka z Asyżu na West 31st street w Nowym Jorku, gdzie żył i pracował aż do śmierci w 2001 roku. Około 1971 roku, Judge popadł w alkoholizm, choć nigdy nie było tego widocznych objawów. W 1978, dzięki organizacji Anonimowych Alkoholików udało mu się wyjść z nałogu. Wtedy też zaczął pomagać innym uzależnionym, dzieląc się własnymi przeżyciami i doświadczeniami. W 1992 został powołany na kapelana Nowojorskiej straży pożarnej. Jako kapelan, oferował swoje wsparcie i modlitwę przy pożarach, akcjach ratunkowych i szpitalach, udzielał również rad strażakom i ich rodzinom, często pracując 16 godzin na dobę. „W całej jego posłudze chodziło o miłość. Mychal kochał strażaków, a oni kochali jego”.
W Nowym Jorku Judge był również znany z posługi bezdomnym, głodującym, trzeźwiejącym alkoholikom, ludziom z AIDS, chorym, rannym, cierpiącym, imigrantom, homoseksualistom i wykluczonym z Kościoła.
Któregoś razu na przykład, ofiarował swój zimowy płaszcz bezdomnej kobiecie, komentując później: „Ona potrzebowała tego bardziej niż ja”. Gdy namaszczał mężczyznę umierającego na AIDS, ten zapytał go: „Jak myślisz, czemu Bóg mnie nienawidzi?”. Ojciec Judge podniósł go, ucałował i ukołysał spokojnie w swoich ramionach.
Nawet jeszcze przed śmiercią niektórzy uważali Ojca Mychala Judge za świętego za życia z powodu niezwykłej wyrozumiałości i głębokiego uduchowienia. Zdarzało się, że modląc się „tak zapomniał się w Bogu, jak w transie, że zaskoczony odkrywał, że minęło kilka godzin”.„Osiągnął niebywałą jedność z boskością”, jak powiedział jego dawny przewodnik duchowy, Ojciec John McNeill. „Wiedzieliśmy, że mamy do czynienia z kimś bardzo bliskim Bogu”.

## World Trade Center, 11 września 2001 roku
Słysząc o ataku na World Trade Center, Ojciec Judge pośpieszył na to miejsce. Spotkany przez burmistrza Nowego Jorku, Rodolpha Giulianiego, został poproszony przez niego o modlitwę za miasto i ofiary ataku. Judge udzielił ostatniego namaszczenia osobie leżącej na ulicy i wszedł do lobby Północnej Wieży World Trade Center, gdzie zorganizowano stanowisko dowodzenia. Tam udzielał pomocy i modlił się za ratowników, rannych i zmarłych.
Kiedy o 9:59 runęła Południowa Wieża, jej gruzy przeleciały przez lobby Wieży Północnej, śmiertelnie raniąc wielu ludzi znajdujących się w środku, w tym Ojca Judge. Według autora jego biografii, Michaela Daly’ego, felietonisty New York Daily News, Judge został raniony w głowę i zabity w momencie gdy modlił się, powtarzając: „Jezu, proszę, zakończ to w tej chwili! Boże, proszę, zakończ to!”.
Wkrótce po jego śmierci, porucznik nowojorskiej policji, który również zginął w ruinach World Trade Center, odnalazł ciało Judge’a i przy pomocy dwóch strażaków i dwóch cywilów wyniósł je do pobliskiego Kościoła Świętego Piotra. To wydarzenie zostało ujęte w dokumencie 9/11, nakręconym przez Jules i Gedeona Naudetów. Zdjęcie ciała Judge’a, niesionego przez gruzy przez pięciu mężczyzn zrobione przez Shannon Stapleton z Agencji Reutera, stało się najbardziej znanym obrazem związanym z 11 września. Philadelphia Weekly ogłosiła, że zdjęcie uważane jest za amerykańską Pietę.
Ciało Mychala Judge’a zostało oznaczone jako “Ofiara 0001”, a on sam został uznany za pierwszą oficjalną ofiarę ataku z 11 września 2001 roku. Były inne osoby, które zginęły wcześniej – jak obsługa samolotu, pasażerowie, ludzie uwięzieni w wieżach, ale Judge był pierwszą potwierdzoną ofiarą, ponieważ jego ciało jako pierwsze zostało odnalezione i przekazane koronerowi.” Ciało Judge’a zostało oficjalnie zidentyfikowane przez detektywa nowojorskiej policji, Stevena McDonalda, długoletniego przyjaciela księdza. Naczelny lekarz sądowy (Office of Chief Medical Examiners) stwierdził, że Judge zginął z powodu „silnego urazu w głowę tępym przedmiotem „.

## Żałoba i odznaczenia
Wśród 3000 uczestników pogrzebu Judge’a, który odbył się 15 września w Kościele Świętego Franciszka z Asyżu na Manhattanie, był m.in. były prezydent Stanów Zjednoczonych, Bill Clinton. Mszę celebrował kardynał Edward Egan. Prezydent Clinton mówił, że jego śmierć była „wyjątkową stratą. Powinniśmy brać z niego przykład i uczyć się od niego, co jest najważniejsze… Powinniśmy starać się być jak Ojciec Mike, a nie jak ludzie, którzy go zabili”.
Judge został pochowany na Cmentarzu Holy Sepulchre w mieście Totowa, w stanie New Jersey. 11 października 2001 roku Brendan Fay zorganizował memoriał poświęcony zakonnikowi („Month’s Mind Memorial”) w Kaplicy Dobrego Pasterza w Głównym Seminarium Duchownym Kościoła Episkopalnego w Nowym Jorku. Był to wieczór modlitwy, opowieści, tradycyjnej muzyki irlandzkiej i osobistych wspomnień o Mychalu Judge.
W Kościele rzymskokatolickim pojawiły się głosy przemawiające za kanonizacją Mychala Judge’a. Choć nie ma informacji o podjęciu tego tematu przez Watykan, kościoły niezależne od Rzymu, m.in. amerykański Orthodox Catholic Chuch, ogłosiły go świętym.
Niektórzy duchowni Kościoła katolickiego de facto uznają Judge za świętego. Niektórzy twierdzą, że Mychal Judge stał się świętym przez aklamację szerokiego grona wiernych, tak jak to miało miejsce w pierwszych wiekach Kościoła. Pojawiały się również świadectwa cudownego uzdrowienia dzięki modlitwom do Judge’a. W Kościele Katolickim stwierdzenie dowodu cudu jest warunkiem kanonizacji.
Strażacki hełm należący do Judge’a został podarowany papieżowi Janowi Pawłowi II. Francja uhonorowała go Orderem Legii Honorowej. Niektórzy członkowie Kongresu Stanów Zjednoczonych nominowali go do Złotego Medalu Kongresu (Congressional Gold Medal) i Prezydenckiego Medalu Wolności (Presidential Medal of Freedom). W 2002 roku Miasto Nowy Jork nazwało odcinek West 31s Street imieniem Ojca Mychala Judge’a („Father Mychal F. Judge Street”), a nazwę „The Father Mychal Judge Ferry” nadano miejskiej łodzi.
W Carlstadt (New Jersey) rozpoczęto kampanię na rzecz wzniesienia pomnika Judge’a w miejskim Parku Pamięci. Prywatny niezależny uniwersytet kształcący we franciszkańskim duchu w Reading w Pensylwanii, nazwał na cześć Judge’a jeden z domów akademickich.
W 2002 roku Kongres Stanów Zjednoczonych zatwierdził The Mychal Judge Police and Fire Chaplains Public Safety Officers Benefit Act. Był to pierwszy raz, kiedy rząd federalny rozszerzył przywileje na homoseksualne pary, umożliwiając partnerom funkcjonariuszy zabitych z czasie służby odbiór odszkodowania wypłacanego przez państwo.
W 2005 roku na ziemi darowanej przez przodków Judge’a we wsi Keshcarrigan, w Hrabstwie Leitrim, w Irlandii został wzniesiony pomnik ojca Mychala Judge’a. Co roku 11 września ludzie ze wsi i z okolic wspominają jego życie.
W 2006 roku został wyemitowany film dokumentalny upamiętniający życie Mychala Judge’a – Saint of 9/11 w reżyserii Glenna Holstena, współprodukowany przez Brendana Faya. W roli narratora wystąpił sir Ian McKellen. Film zawiera wspomnienia kolegów z pracy i ludzi, których Judge poznawał na różnych etapach swojego życia. Na jego cześć Larry Kirwan, lider irlandzko-amerykańskiego zespołu Black 47, napisał utwór „Mychal”, który ukazał się w albumie New York Town w 2004 roku.
Co roku w niedzielę poprzedzającą rocznicę 11 września w Nowym Jorku odbywa się Marsz Pamięci Mychala Judge’a. Marsz rozpoczyna się mszą w Kościele Świętego Franciszka na West 31st Street, potem podąża do Strefy Zero, idąc i modląc się śladami ostatniej wędrówki Judge’a. Każdego roku 11 września w Bostonie odprawiana jest msza święta w jego imieniu, w której uczestniczy wiele rodzin, które utraciły swoich bliskich w gruzach World Trade Center.

## Orientacja homoseksualna
Po śmierci Mychala Judge’a kilku jego przyjaciół i współpracowników ujawniło, że Judge był gejem. Nie miało to jednak wpływu na jego praktyki seksualne, ponieważ jako ksiądz żył w celibacie. Komisarz straży pożarnej, Thomas Von Essen wyznał: „W zasadzie wiedziałem o jego homoseksualizmie, kiedy byłem członkiem Uniformed Firefighters Association. Utrzymywałem to w tajemnicy, jednak on sam wyznał mi to, gdy zostałem komisarzem pięć lat temu. Często był to powód do śmiechu, zwłaszcza, że wiedzieliśmy, jak trudno byłoby to zaakceptować innym strażakom. Uważałem, że był wspaniałym, ciepłym, oddanym człowiekiem, a to, że był gejem nie miało znaczenia.”
Informacje o homoseksualizmie Judge’a nie przeszły jednak bez echa. Dennis Lynch, prawnik, napisał o nim artykuł, który został umieszczony w internecie (catolic.org), w którym twierdził, że ksiądz nie był gejem, a wszelkie próby zdefiniowania go jako geja były sprawką „homoseksualnych aktywistów”, których intencją jest „atak na Kościół katolicki” i zrobienie z księdza „ikony homoseksualizmu”.
Inni polemizują z Lynchem, twierdząc, że dowodem na to, że ksiądz identyfikował się jako gej, są jego pamiętniki i rozmowy z innymi.
Judge był przez wiele lat członkiem organizacji Dignity, która jest katolicką organizacją LGBT postulującą zmiany w nauczaniu o homoseksualizmie w Kościele katolickim. W 1986 roku Watykańska Kongregacja Nauki Wiary wydała dokument Homosexualitatis problema – list do biskupów kościoła katolickiego o duszpasterstwie osób homoseksualnych, w której głosi, że homoseksualizm „stanowi słabszą bądź silniejszą skłonność do postępowania złego z moralnego punktu widzenia”. W odpowiedzi na to, wielu biskupów, w tym Kardynał Joseph O’Connor, arcybiskup Nowego Jorku, zakazało działalności Dignity na terenie ich diecezji. Ojciec Mychal Judge zaprosił wtedy oddział organizacji zajmującej się AIDS do działania w Kościele Świętego Franciszka z Asyżu, który jest zarządzany przez Zakon Braci Mniejszych, częściowo obchodząc w ten sposób zarządzenia arcybiskupa.
Judge nie zgadzał się z oficjalnym nauczaniem Kościoła katolickiego w kwestii homoseksualizmu, mimo że jak wspomniano, z wielu źródeł wiadomo, że mając orientację homoseksualną, sam nie praktykował. Judge często zadawał pytanie: „Czy jest tak dużo miłości w świecie, że możemy sobie pozwolić, by dyskryminować jakiekolwiek jej formy?”

## Literatura dodatkowa
- Ford, Michael (2002). Father Mychal Judge: An Authentic American Hero. Paulist Press. ISBN 0-8091-0552-7.
- Lynch, Kelly Ann (2007). He Said Yes: The Story of Father Mychal Judge. Paulist Press (ilustrowana książka dla dzieci). ISBN 0-8091-6740-1.
- Daly, Michael (2008). The Book of Mychal: The Surprising Life and Heroic Death of Father Mychal Judge. St. Martin's Press. ISBN 0-312-30150-2.
- Sapienza, Salvatore (2011). Mychal's Prayer: Praying with Father Mychal Judge. Tregatti Press. ISBN 0-6154-7331-8.